# 张昌运
张昌运（？—？），浙江仁和县（今杭州市）人，清朝政治人物。
张昌运为乾隆四十五年（1780年）庚子恩科进士。1796年接替黎诞登任娄县知县，1799年调任南汇县知县，1800年由沈映枫接任。1800年接替沈映枫，又任该职，1801年由陈聿藻接任。陈聿藻任期很短，同一年，张昌运第三次担任南汇县知县，1803年由诸葛蓉接替。次年，张昌运接替诸葛蓉，第四次担任该职，直至1805年被方恩承取代。